# Zeta
Zeta (chữ hoa Ζ, chữ thường ζ; tiếng Hy Lạp: ζήτα, cổ điển [dzɛ ː ta] hoặc [zdɛ ː ta] Zeta, tiếng Hy Lạp hiện đại: Zita) là chữ cái thứ sáu của bảng chữ cái Hy Lạp. Trong hệ chữ số Hy Lạp, nó mang giá trị là 7. Nó được bắt nguồn từ chữ Zayin  trong tiếng Phoenicia. Chữ cái xuất phát từ zeta gồm Z trong bảng chữ cái La Mã và З (Ze) trong bảng chữ cái Kirin.

## Tên
Không giống như các chữ cái Hy Lạp khác, lá thư này không lấy tên từ chữ Phoenician mà nó có nguồn gốc; nó đã được đặt tên mới trên ma, eta và theta.
Từ zeta là tổ tiên của zed, tên của chữ cái Latinh Z trong tiếng Anh Khối thịnh vượng chung. Tiếng Thụy Điển và nhiều ngôn ngữ La Mã (như tiếng Ý và tiếng Tây Ban Nha) không phân biệt giữa các hình thức của chữ Hy Lạp và La Mã; " zeta " được dùng để chỉ chữ Z của La Mã cũng như chữ Hy Lạp.

## Sử dụng

### Lá thư
Chữ ζ đại diện cho âm phế nang / z / trong tiếng Hy Lạp hiện đại.
Âm thanh được đại diện bởi zeta trong tiếng Hy Lạp trước năm 400 TCN bị tranh chấp. 
Xem ngữ âm Hy Lạp cổ đại và phát âm của tiếng Hy Lạp cổ đại trong giảng dạy.

Hầu hết các sổ tay [ ai? ] đồng ý quy cho nó cách phát âm / zd / (như Mazda), nhưng một số học giả tin rằng đó là một từ / dz / (như adze). Cách phát âm hiện đại, trong tất cả khả năng, được thiết lập trong thời đại Hy Lạp và có thể đã là một thông lệ phổ biến trong Gác mái cổ điển; ví dụ, nó có thể được tính là một hoặc hai phụ âm theo định lượng trong kịch Attic.

#### Đối số cho [zd]
1. PIE * zd trở thành ζ trong tiếng Hy Lạp (ví dụ * sísdō > ἵζω). Contra: những từ này rất hiếm và do đó có nhiều khả năng * zd đã được * dz (<* dj, * gj, * j) tiếp thu; hơn nữa, một sự thay đổi từ cụm / zd / sang affricate / dz / có nhiều khả năng về mặt hình thức [ cần dẫn nguồn ] hơn so với cách khác (sẽ vi phạm hệ thống phân cấp âm sắc).
2. Nếu không có [sd] sẽ có một khoảng trống giữa [sb] và [sɡ] trong hệ thống Hy Lạp âm thanh (πρέσβυς, σβέννυμι, φάσγανον), và một affricate lên tiếng [dz] sẽ không có một phóng viên không có tiếng nói. Contra: a) các từ có [sb] và [sɡ] là rất hiếm, và các trường hợp ngoại lệ trong ngữ âm và (thậm chí nhiều hơn) các mẫu ngữ âm không có gì lạ; b) đã có [sd] trong, v.v...; và c) đã có trong thực tế, một phóng viên không có tiếng nói trong Archaic Hy Lạp ([ts] > Attic, Boeotian ττ, Ionic, Doric σσ).
3. Ba Tư tên với zd và z được phiên mã với ζ và σ tương ứng trong tiếng Hy Lạp cổ điển (ví dụ Artavazda = Ἀρτάβαζος / Ἀρτάοζος ~ Zara (n) ka- = Σαράγγαι. Tương tự, Phi-li- thành phố Ashdod được phiên âm như Ἄζωτος.
4. Một số chữ khắc có - được viết cho một sự kết hợp-+-kết quả từ các từ riêng biệt, ví dụ: ζ
5. Một số chữ khắc trên gác mái có -σζ- cho -σδ- hoặc -ζ-, được cho là song song -σστ- cho -στ- và do đó để ám chỉ cách phát âm [zd].
6. ν biến mất trước khi ζ như trước đây σ (σ), στ: ví dụ * πλάνζω > πλᾰζω, * σύνζυγος > σύζυγος, * συνστέλλω > σῠστέλλω. Contra: ν có thể đã biến mất trước / dz / nếu một người chấp nhận rằng nó có chữ viết tắt [z] ở vị trí đó như / ts / có chữ viết tắt [s]: cf Cretan α ~ α ~ ἀδίδ (Bản lề).
7. Các động từ bắt đầu bằng ζ có - trong sự lặp lại hoàn hảo giống như các động từ bắt đầu bằng (ví dụ: ἔζηκα = ἔσταλτiated). Contra: a) Ví dụ nổi bật nhất của một động từ bắt đầu bằng trên thực tế - <* se- trong sự lặp lại hoàn hảo (ἕστηκα); b) các từ có / ts /> () cũng có ἐ-: Homer iated, -τiated, Ion. ἐσσημέ.
8. Alcman, Sappho, Alcaeus và Theocritus có σδ cho Attic-Ionic. Contra: Truyền thống sẽ không phát minh ra máy đào đặc biệt này cho các nhà thơ này nếu [zd] là cách phát âm bình thường trong tất cả các tiếng Hy Lạp. Hơn nữa, quy ước này không được tìm thấy trong các văn khắc đương đại, và hình ảnh chính tả của các bản thảo và giấy cói là Alexandrine chứ không phải là lịch sử. Như vậy, σδ chỉ duy nhất một cách phát âm khác nhau từ Hy Lạp Hy Lạp [z (ː)], tức là một trong hai [zd] hoặc [dz].
9. Các nhà ngữ pháp Dionysius Thrax và Dionysius của lớp Halicarnassus ζ với các chữ cái "kép" (δδλᾶλᾶλᾶ), và phân tích nó dưới dạng σ +. Contra: Nhà ngữ pháp La Mã Verrius Flaccus tin vào trình tự ngược lại, δ + (trong Velius Longus, De orthogr. 51), và Aristotle nói rằng đó là vấn đề tranh chấp (Metaph. 993a) (mặc dù Aristotle cũng có thể đề cập đến đến [zː]cách phát âm). Thậm chí có thể là chữ cái đôi khi và đối với một số người nói phát âm khác nhau tùy thuộc vào vị trí từ, nghĩa là, giống như chữ X trong tiếng Anh, thường được phát âm là [z] nhưng [gz] hoặc [ks] ở nơi khác (cf. Xerxes).
10. Một số phiên âm gác mái của các từ đồng nghĩa nhỏ của Châu Á (βυζζβυζζτεοοοο, v.v.) hiển thị một - cho; giả sử rằng giá trị Attic là [zd], nó có thể là một nỗ lực để phiên âm một cách phát âm [dz] biện chứng; điều ngược lại không thể được cai trị hoàn toàn, nhưng phiên mã -σδ- sẽ có nhiều khả năng trong trường hợp này. Điều này cho thấy các phương ngữ khác nhau có cách phát âm khác nhau. (Đối với một ví dụ tương tự trong ngôn ngữ Slav, xem Serbo-Croatian (iz) među, между Nga, Ba Lan między, và Séc Mezi, "giữa".)

#### Đối số cho [dz]
1. Các chữ khắc Hy Lạp gần như không bao giờ viết ζ trong các từ như ὅσδε, τούσδε hoặc εἰσδέχται, vì vậy chắc chắn phải có một sự khác biệt giữa các âm thanh này và âm thanh của ἵζω, Ἀθήναζε. Contra: một vài dòng chữ dường như gợi ý rằng ζ được phát âm giống như; hơn nữa, tất cả các từ có chữ đều trong suốt về mặt hình thái và được viết có thể chỉ đơn giản là lặp lại hình thái. (Ví dụ, lưu ý rằng chúng tôi viết "quảng cáo" trong đó hình thái trong suốt và "quảng cáo" ở nơi không có, mặc dù cách phát âm giống nhau.)
2. Dường như không thể tin được rằng Hy Lạp sẽ phát minh ra một biểu tượng đặc biệt cho sự kết hợp hai chiều [zd], có thể được biểu thị bằng mà không có bất kỳ vấn đề nào. / DS /, mặt khác, sẽ có cùng một chuỗi số nhiều và số ít giống như các chữ cái kép của bảng chữ cái Ionic ψ / ps / và / ks /, do đó tránh được một chữ viết ở cuối một âm tiết. Contra: việc sử dụng một biểu tượng đặc biệt cho [zd] không nhiều hoặc không kém khả năng so với việc sử dụng ψ cho [ps] và cho [ks], hoặc, đối với vấn đề đó, phát minh sau này (kỳ thị) cho [ st], điều này xảy ra là đối tác vô thanh của [zd]. Hơn nữa, không rõ ràng rằng đã được phát âm [zd] khi nó được phát minh ban đầu. Tiếng Hy Lạp Mycenean có một biểu tượng đặc biệt để biểu thị một số phụ âm khó nghe hoặc phụ âm; có thể đã được phát minh cho âm thanh này, sau này được phát triển thành [zd]. (Đối với một sự phát triển song song, lưu ý rằng vòm miệng gốc Proto-Slav / T / phát triển thành / ʃt / tại Old Church Slavonic, với diễn biến tương tự đã dẫn đến kết hợp như зд và жд là khá phổ biến ở Nga.)
3. Boeotian, Elean, Laconian và Cretan δδ được dễ dàng hơn giải thích như một sự phát triển trực tiếp từ * dz hơn thông qua một trung gian * zd. Contra: a) sự phát triển âm thanh dz > dd là không thể (Mendez Dosuna); b) ν đã biến mất trước khi ζ> δδ trong Laconian πλαδδιῆν (Aristoph., Lys. 171, 990) và Boeotian σαλπίδδω (Sch. Lond. trong Dion. Thrax 493), điều này gợi ý rằng những tiếng địa phương đã có một giai đoạn của Hoán đổi (Teodorsson).
4. Hy Lạp ở Nam Ý đã bảo tồn [dz] cho đến thời hiện đại. Contra: a) đây có thể là sự phát triển sau này từ [zd] hoặc [z] dưới ảnh hưởng của tiếng Ý; b) ngay cả khi nó có nguồn gốc từ một [dz] cổ đại, nó có thể là một cách phát âm biện chứng.
5. Chữ khắc Latin thô tục sử dụng chữ Z trong tiếng Hy Lạp cho các mối tình bản địa (ví dụ zeta = diaeta), và tiếng Hy Lạp được tiếp tục bởi một mối tình lãng mạn trong đoạn kết -ίζω > tiếng Ý. -eggiare, Pháp -oyer. Ý, tương tự, đã liên tục sử dụng Z cho [dz] và [ts] (Lat. Prandium > It. Pranzo, "lunch"). Contra: dù cách phát âm của ζ là [dz], [zd] hoặc [Z], dicó lẽ vẫn sẽ là âm thanh Latin bản địa gần nhất; hơn nữa, các chữ khắc muộn hơn hàng thế kỷ so với thời gian [zd] được giả định.

### Số
Zeta có giá trị bằng số 7 chứ không phải 6 vì chữ digamma (còn được gọi là ' kỳ thị ' là một chữ số Hy Lạp) ban đầu ở vị trí thứ sáu trong bảng chữ cái.

### Toán học và khoa học
Chữ hoa zeta không được sử dụng, vì nó thường giống với chữ Z Latin. Chữ thường có thể được sử dụng để thể hiện:
- Các chức năng Riemann zeta trong toán học
- Các tỷ lệ giảm xóc của một hệ thống dao động trong kỹ thuật và vật lý
- Điện tích hạt nhân hiệu quả trên một electron trong hóa học lượng tử
- Các tiềm năng electrokinetic trong hệ thống keo
- Góc độ trễ trong động lực học máy bay trực thăng
- Độ xoáy tương đối trong khí quyển và đại dương
- Một số có giá trị rời rạc (giá trị riêng) là gốc dương của phương trình siêu việt, được sử dụng trong các giải pháp chuỗi cho phương trình dẫn một chiều thoáng qua
- Thông lượng nhiệt qua hoặc qua một mặt phẳng (công nghệ vật liệu công nghiệp)
- Các Weierstrass zeta chức năng
- Trong các tính toán cân bằng hóa học vật lý (sử dụng chữ thường Zeta (ʒ)), mức độ phản ứng

### Khí tượng học
- Cái tên Zeta là một cái tên được sử dụng trong mùa bão Đại Tây Dương năm 2005 với tên gọi cơn bão nhiệt đới Zeta phá kỷ lục.